# A közellenség (film, 1998)
A közellenség (eredeti cím: Enemy of the State) 1998-ban bemutatott amerikai akció-thriller, melynek rendezője Tony Scott, producere Jerry Bruckheimer, forgatókönyvírója David Marconi. A főszerepet Will Smith, Gene Hackman, Jon Voight, Lisa Bonet, Gabriel Byrne, Dan Butler, Loren Dean, Jake Busey, Barry Pepper és Regina King alakítja. A filmet 1998 novemberében mutatták be az Amerikai Egyesült Államokban és világszerte a Buena Vista Pictures a Touchstone Pictures felnőttfilmes kiadó forgalmazta. Magyarországon 1999. január 28-án mutatta be az InterCom Zrt..
Általánosságban pozitív kritikákat kapott az értékelőktől és a közönségtől, sokan dicsérték az írói munkát és a rendezést, valamint a Smith és Hackman közötti kapcsolatot. A 9/11-es események a Patriot Act és Edward Snowden NSA PRISM megfigyelési programjáról szóló felfedezései miatt a film figyelemre méltóvá vált, mivel megelőzte korát a nemzetbiztonság és a magánélet védelmének kérdéseit illetően.
A film a Nemzetbiztonsági Ügynökség (NSA) ügynökeinek egy csoportjáról szól, akik összeesküvést szőnek egy kongresszusi képviselő meggyilkolására, majd a gyilkosságról készült felvétel egy gyanútlan ügyvéd birtokába kerül.

## Cselekmény
Az Egyesült Államokban egy új, szigorúbb megfigyelési törvény elfogadására készül a kongresszus.
A Baltimore-i Occuquan Parkban Thomas Brian Reynolds, a Nemzetbiztonsági Ügynökség vezetője nyomást gyakorol a Republikánus Párt kongresszusi elnökére, Hammersley-re, hogy járuljon hozzá a törvénymódosításhoz. Amikor Hammersley erkölcsi okokból ezt visszautasítja, Reynolds egyik ügynöke megöli, és ezt a politikai indíttatású gyilkosságot balesetnek állítják be. A gyilkosságot, valamint a bizonyítékok eltávolítását rögzíti egy ornitológus felállított videokamerája.
Az NSA ügynökei elől menekülve, akiket az ornitológus után küldtek, hogy megszerezzék a videókazettát, véletlenül találkozik Robert Clayton Dean sikeres ügyvéddel Washington, D.C.-ből, aki egy fehérnemű üzletben karácsonyi ajándékot keres feleségének, Carlának. Elveszi tőle a névjegykártyáját, és észrevétlenül becsúsztat neki egy játékkonzolt, amelyen egy memóriakártyán a bizonyítékként szolgáló videó másolata van. Nem sokkal később egy közlekedési balesetben meghal, miközben menekül.
A névjegykártya alapján Reynolds a gyanútlan ügyvéd nyomába ered. Mivel a lemez megszerzésére tett kezdeti kísérlet egy Dean-nél tett házi látogatás során kudarcba fullad, ő és csapata arra törekszik, hogy tönkretegye Dean hírnevét és ezáltal hitelességét, hogy egy rendőrségi/bírósági vallomás esetén tanúként hiteltelenné tegye.
Reynolds ügynökei éjjel átkutatják Dean házát a videokópia után, anélkül, hogy megtalálnák. Lehallgató készülékeket szerelnek a házba, valamint nyomkövetőket a mindennapi használati tárgyaiba, például a cipősarkába, a karórájába, a töltőtollába, és durva rongálással úgy állítják be az esetet, mintha egy fiatal banda betörése történt volna.
Továbbá a pletykák szerint együtt dolgozik a maffiafőnök Pinteróval, akivel néhány nappal korábban egy saját ügyének részeként kellett találkoznia, valamint szerelmi viszonya van egyetemi barátnőjével, Rachel Banksszel, aki hivatásszerűen neki dolgozik informátorként, mire Dean elveszíti az állását és a felesége kidobja, ráadásul a bankszámláit befagyasztják és a hitelkártyáit is törlik. Dean először azt hiszi, hogy ezek a fejlemények Pintero összeesküvései, mivel ellene fordította őt, amikor együtt találkoztak.
Dean ezután Rachel Banks tanácsát kéri. Utóbbi a férfi ragaszkodása nyomán elmagyarázza neki, hogyan tud személyesen kapcsolatba lépni egy föld alatti Edward „Brill” Lyle nevű emberrel, aki korábban maga is az NSA-nak dolgozott lehallgatási szakemberként. Az NSA megfigyeli a találkozót, majd egy hamis Brillt állít Deanre, hogy elfogja őt, aki kezdetben fennakad a hálón, de aztán az igazi Brill meglepetésszerű beavatkozásának köszönhetően megszökik. Brillnek sikerül eltávolítania néhány lehallgató készüléket Dean ruházatából és felszereléséből, és felvilágosítja, hogy a fejlemények mögött nem a maffia, hanem az NSA áll.
Amikor azonban Brill álcája lelepleződik, nem hajlandó tovább segíteni Dean-nek. Dean most már  egyedül van, és sikerül megszabadulnia az utolsó poloskától, és átmenetileg lerázza az NSA-t. Titokban kibékül a feleségével, és felkutatja a bizonyítékként szolgáló videót tartalmazó lemezt, amelyet a kisfia gyanútlanul felvett. Ezután megpróbálja újra felvenni a kapcsolatot Rachellel, de holtan találja a lakásában, olyan tárgyakkal együtt, amelyek őt magát gyanúba keverik.
Dean felkeresi Brillt, és sikerül meggyőznie, hogy segítsen neki. Miután meglátják a lemezt Brill menedékházában, Dean és Brill megtudják az okát annak, hogy miért követik Deant. Az NSA azonban Dean felesége ügyvédi irodájába irányuló hívás révén ismét a nyomukra bukkan, ezért Brill kénytelen felrobbantani a menedékházát, és Deannel együtt elmenekül. A folyamat során a lemez is megsemmisül. Mivel Dean és Brill immár bizonyítékok nélkül marad, az NSA módszereivel kezdenek el dolgozni: poloskákat és minikamerákat helyeznek el egy kongresszusi képviselő szállodai lakosztályában, aki nyilvánosan az új nemzetbiztonsági törvény erős támogatójának tűnik. A megfigyelés során kiderül, hogy ez utóbbinak viszonya van a titkárnőjével. Egy szándékos műszaki hiba miatt a hibákat felfedezik, ami egy belső NSA-vizsgálatot indít, amely Reynoldsot helyezi fókuszba.
Brill Dean segítségével megpróbál Reynoldsból egy találkozó során vallomást kicsikarni és azt rögzíteni. Amikor a terv kudarcot vall, mindkettőjüket elfogja az NSA. Dean azonban képes Reynoldsot és az embereit Pintero házához csalogatni, amelyet a FBI már megfigyelés alatt tart, azzal az ürüggyel, hogy a videó ott van. A Dean által kiváltott lövöldözésben a jelenlévő bűnözők között Pintero és Reynolds is meghal, akárcsak a legtöbb emberük.
Reynolds vallomása, amelyet Fiedler NSA-ügynök rögzített, és amelyet az FBI a lövöldözés után fedezett fel, végül bizonyítékot szolgáltat a bűnösségére. Dean visszatér eredeti életéhez, míg Brill újra bujkál. A javasolt új megfigyelési törvényjavaslatot nem fogadják el, de a nyilvánosság semmit sem tud meg a törvényjavaslat bevezetése mögött álló cselszövésekről.

## Szereplők
| Szerep                      | Színész       | Magyar hang     |
| --------------------------- | ------------- | --------------- |
| Robert Clayton "Bobby" Dean | Will Smith    | Epres Attila    |
| Edward "Brill" Lyle         | Gene Hackman  | Kristóf Tibor   |
| Thomas Brian Reynolds       | Jon Voight    | Konrád Antal    |
| Carla Dean                  | Regina King   | Vándor Éva      |
| David Pratt                 | Barry Pepper  | Imre István     |
| Ál-Brill                    | Gabriel Byrne | Jakab Csaba     |
| Krug                        | Jake Busey    | Barát Attila    |
| Daniel Leon Zavitz          | Jason Lee     | Németh Kristóf  |
| Fiedler                     | Jack Black    | Halmágyi Sándor |
| Jones                       | Scott Caan    | Bognár Tamás    |
| John Bingham                | Ian Hart      | Juhász György   |
| Emily Reynolds              | Anna Gunn     | Vennes Emmy     |
| Paulie Pintero              | Tom Sizemore  | Zágoni Zsolt    |
| Selby                       | Seth Green    | Rácz Attila     |
| Önmaga                      | Larry King    | Rudas István    |

## Filmkészítés
A történet Washingtonban és Baltimore-ban  játszódik, a forgatás nagy része Baltimore-ban zajlott. A forgatás a Fell's Point-i kompon kezdődött. Január közepén a társulat Los Angelesbe költözött, hogy 1998 áprilisában befejezzék a gyártást. Aaron Sorkin, Henry Bean és Tony Gilroy írók átírták a forgatókönyvet.
Mel Gibson és Tom Cruise is szóba került a szerepre, amelyet végül Will Smith kapott meg, aki főleg azért vállalta el a szerepet, mert szeretett volna Hackmannel dolgozni, és korábban szívesen dolgozott együtt Jerry Bruckheimer producerrel a Bad Boys – Mire jók a rosszfiúk? című filmben. George Clooney is szóba került a filmben való szerepvállalásra. Sean Connery is szóba került a szerepre, amit végül Hackman kapott meg. A film arról nevezetes, hogy több leendő sztár is kapott kisebb mellékszerepeket, amit Victoria Thomas szereposztási rendező annak tulajdonított, hogy az emberek érdeklődtek a Gene Hackmannel való munka iránt.
A film stábjában szerepelt egy tanácsadó, aki egy kémüzlet kereskedőjeként is kisebb szerepet kapott. Hackman korábban már játszott egy hasonló, kémkedésről és megfigyelésről szóló thrillerben, a Magánbeszélgetésben (1974). Az Edward Lyle NSA aktájában található fotó Hackmant ábrázolja a Magánbeszélgetés című filmben.

## Bevétel
A közellenség az Egyesült Államokban 111,5 millió dollárt gyűjtött, más területeken pedig 139,3 millió dolláros bevételt hozott, összesen világszerte 250,8 millió dolláros összbevételt termelt a 90 millió dolláros gyártási költségvetésével szemben.
A film a második helyen nyitott a Rugrats mozi – Fecsegő tipegők  mögött, és az első hétvégén 2393 moziban 20 millió dollárt gyűjtött, átlagosan 8374 dolláros bevétellel. A második hétvégén 18,1 millió dollárt, a harmadikon pedig 9,7 millió dollárt hozott, és mindkét alkalommal a harmadik helyen végzett.

## Lehetséges televíziós sorozat
2016 októberében az ABC bejelentette, hogy zöld utat adott egy televíziós sorozat folytatásnak, amelynek producere ismét Bruckheimer lenne. A sorozat két évtizeddel az eredeti film után játszódna, ahol „egy megfoghatatlan NSA-kémet azzal vádolnak meg, hogy titkos információkat szivárogtat ki egy idealista ügyvédnőnek, akinek egy FBI-ügynökkel kell társulnia, hogy megállítsanak egy globális összeesküvést”. Azonban ebből semmi nem valósult meg.

## Fordítás
- Ez a szócikk részben vagy egészben  az   Enemy of the State (film) című angol Wikipédia-szócikk fordításán alapul.  Az eredeti cikk szerkesztőit annak laptörténete sorolja fel. Ez a jelzés csupán a megfogalmazás eredetét és a szerzői jogokat jelzi, nem szolgál a cikkben szereplő információk forrásmegjelöléseként.
- Ez a szócikk részben vagy egészben  a   Der Staatsfeind Nr. 1 című német Wikipédia-szócikk fordításán alapul.  Az eredeti cikk szerkesztőit annak laptörténete sorolja fel. Ez a jelzés csupán a megfogalmazás eredetét és a szerzői jogokat jelzi, nem szolgál a cikkben szereplő információk forrásmegjelöléseként.